# ماسک (مجموعه تلویزیونی ۱۹۸۵)
ام. اس.ای. کی (به انگلیسی: M.A.S.K.) مجموعه تلویزیونی محصول سال ۱۹۸۵ است. این مجموعه در ایران با نام ماسک پخش شد در این مجموعه تلویزیونی بازیگرانی همچون داگ استون، برایان جرج، مارک هالوران، برندن مک‌کین، گریم مک کنا، شارون نوبل و برنان تیک به عنوان صداپیشه ایفای نقش کرده‌اند. ام. ای.اس. کی مخفف کلمات فرماندهی ضربت زرهی متحرک (به انگلیسی: Mobile Armored Strike Kommand) است.